# Jurm (huyện)
Jurm là một huyện thuộc tỉnh Badakhshan, Afghanistan. Dân số thời điểm năm 1999 là 76,072 người.